# Neta Lavi
Neta Lavi (en hebreo: נטע לביא‎; Ramat HaShofet, 25 de agosto de 1996) es un futbolista israelí que juega en la demarcación de centrocampista para el F. C. Machida Zelvia de la J1 League.

## Selección nacional
Tras jugar con la selección de fútbol sub-17 de Israel, la sub-18, la sub-19 y la sub-21, finalmente debutó con la selección absoluta el 31 de mayo de 2016. Lo hizo en un partido amistoso contra Serbia que finalizó con un resultado de 3-1 a favor del combinado serbio tras un gol de Eran Zahavi para Israel, y los goles de Branislav Ivanović, Nemanja Milunović y Dušan Tadić para el combinado serbio.

## Clubes
| Club                 | País   | Año       | Partidos | Goles |
| -------------------- | ------ | --------- | -------- | ----- |
| Maccabi Haifa F. C.  | Israel | 2015-2023 | 265      | 12    |
| Gamba Osaka          | Japón  | 2023-2025 | 76       | 2     |
| F. C. Machida Zelvia | Japón  | 2025-     |          |       |

## Palmarés

### Títulos nacionales
| Título                 | Club                | País   | Año  |
| ---------------------- | ------------------- | ------ | ---- |
| Copa de Israel         | Maccabi Haifa F. C. | Israel | 2016 |
| Liga Premier de Israel | Maccabi Haifa F. C. | Israel | 2021 |
| Supercopa de Israel    | Maccabi Haifa F. C. | Israel | 2021 |
| Copa Toto Al           | Maccabi Haifa F. C. | Israel | 2022 |
| Liga Premier de Israel | Maccabi Haifa F. C. | Israel | 2022 |
| Liga Premier de Israel | Maccabi Haifa F. C. | Israel | 2023 |